# Pelycodus
Pelycodus («зуб сокири/чаші» від давньогрецької πέλυξ (pélux), «чаша, сокира» + ὀδούς (odoús), «зуб») — вимерлий рід адапіформних приматів, що жив у ранньому еоцені (васатчійський період) у Європі та Північній Америці, зокрема у Вайомінгу та Нью-Мексико. Він дуже близький до Cantius і навіть може бути його підродом. Можливо, він також дав початок середньоеоценовому примату Hesperolemur, хоча це суперечливо. З оцінок маси, заснованих на першому молярі, два види, P. jarrovii і P. danielsae, важили 4,5 кг і 6,3 кг відповідно і були плодоїдними тваринами з деревним, чотириногим пересуванням (оскільки майже немає різниці між плесновими кістками найдавніших Cantius і найпізніших Pelycodus).